# Lucas Mayer (Handballspieler)
Lucas Mayer (* 16. Februar 1983 in Bregenz) ist ein ehemaliger österreichischer Handballspieler.

## Karriere
Mayer begann in seiner Jugend beim HC Lustenau Handball zu spielen. Ab 2001 lief er für die Vorarlberger in der fünften deutschen Liga auf. Erst 2006, im Alter von 23 Jahren, wurde der 1,85 Meter große und 87 Kilogramm schwere Rückraumspieler von Bregenz Handball Verpflichtet und stieg damit in den Profi-Handball ein. In der Saison 2007/08 wurde er von der Handball Liga Austria zum "Newcomer des Jahres" gewählt. Am 20. April 2008 wurde der Linkshänder erstmals in die Nationalmannschaft einberufen. Im Jänner 2015 beendete Mayer seine Laufbahn in der Nationalmannschaft, er nahm mit dieser an der Handball-Europameisterschaft 2010 sowie an der Weltmeisterschaft 2011 und 2015 teil. In der vierten Runde der Saison 2015/16 zog sich Mayer einen Kreuzbandriss zu und fiel dadurch bis zum Viertelfinale aus. Bereits vier Spiele später, im Halbfinale gegen den Alpla HC Hard, riss das Kreuzband erneut. 2017 beendete der Lustenauer seine Karriere.
Mit Bregenz spielte er in der EHF Champions League (2007, 2008, 2009, 2010) und dem EHF-Pokal (2010).
Für die österreichische Nationalmannschaft erzielte er in 78 Länderspielen 160 Tore.

## HLA-Bilanz
| Saison    | Verein           | Spielklasse | Tore | 7-Meter    | Feldtore |
| --------- | ---------------- | ----------- | ---- | ---------- | -------- |
| 2008/09   | Bregenz Handball | HLA         | 151  | 0/0        | 151      |
| 2009/10   | Bregenz Handball | HLA         | 159  | 1/2        | 158      |
| 2010/11   | Bregenz Handball | HLA         | 210  | 0/1        | 210      |
| 2011/12   | Bregenz Handball | HLA         | 141  | 0/0        | 141      |
| 2012/13   | Bregenz Handball | HLA         | 128  | 0/0        | 128      |
| 2013/14   | Bregenz Handball | HLA         | 145  | 0/0        | 145      |
| 2014/15   | Bregenz Handball | HLA         | 179  | 1/1        | 178      |
| 2015/16   | Bregenz Handball | HLA         | 27   | 2/2        | 25       |
| 2008–2016 | gesamt           | HLA         | 1140 | 4/6 (67 %) | 1136     |

## Erfolge
- 1 × HLA „Newcomer des Jahres“ 2007/08
- 4 × Österreichischer Meister (mit Bregenz Handball)